# Blue Diamond (Nevada)
Blue Diamond es un lugar designado por el censo ubicado en el condado de Clark, Nevada, Estados Unidos, según el censo de los Estados Unidos de 2000, su población es de 282 habitantes.

## Demografía
Según el censo de 2000, en este CDP viven 282 habitantes, se hallan 118 hogares y habitan 77 familias; la densidad de la población es de aproximadamente 14.8 hab/km².

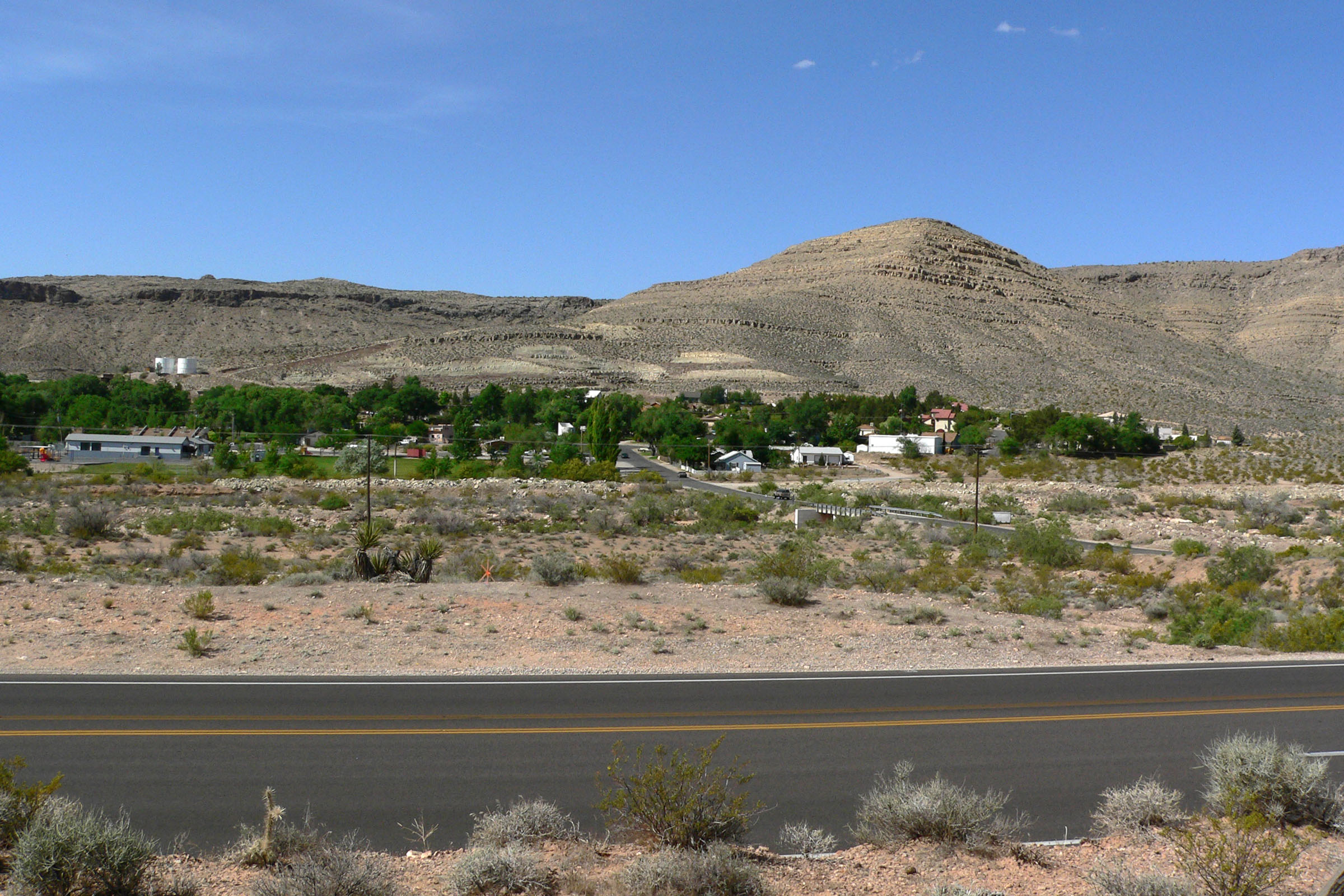
Blue Diamond visto desde la ruta estatal de Nevada 159

La cantidad de hogares es de 125 casas, lo que entrega una densidad promedio de 6.6 casas/km²; el 28.0% tiene niños menores de 18 años habitando en ellas, el 48.3% tiene parejas casadas viviendo juntas, el 13.6% tiene a una mujer jefa del hogar sin hombre en ella y un 33.9% contiene a alguien sin familia. El 25.4%de los hogares está compuesto por alguien vivendo solo y un 5.9% tiene viviendo a alguien solo mayor de 65 años. El promedio del tamaño de un hogar es de 2.39 y el promedio del tamaño familiar es de 2.85.
El índice racial de este CDP es de 94.33% blancos, 0.35% nativos americanos, 1.42% asiáticos, 0.35% del pacífico, 0.35% de otra raza y 3.19% de 2 o más razas. Hispanos o latinos de cualquier raza es de un 1.42% de la población total.
En este CDP, la población está compuesta por un 19.9% de menores de 18 años, un 6.4% entre 18 a 24, 26.6% entre 25 a 44, 36.2% entre 45 a 64 y un 11.0% por sobre los 65 años. El promedio de edad es de 43 años; por cada 100 mujeres hay 104.3 hombres, por cada 100 mujeres mayores de 18, hay 101.8 hombres.
Los ingresos medios en un hogar en Blue Diamond son de $54,091, y los ingresos medios de una familia es de $54,432. Los hombres tienen un ingreso medio de $47,604 versus $47,692 de las mujeres. El ingreso per cápita de este CDP es de $30,479; cerca del 15.9% de las familias y el 7.2% de la población está bajo la línea de pobreza, incluyendo el 21.2% de menores de 18 años y ninguno de los mayores de 65 años.